# Uras
Uras (sardinsky: Ùras) je italská obec (comune) v provincii Oristano v regionu Sardinie. Nachází se ve výšce 23 metrů nad mořem a má přibližně 2 700 obyvatel. Rozloha obce je 39,24 km².